# マセラティ・ビトゥルボ
ビトゥルボ（Biturbo ）はイタリア の自動車メーカー・ マセラティが1981年から1994年まで製造した乗用車である。創業以来スーパーカーメーカーとして知られていたマセラティにとっては初めての量産車で、当初は2ドア4人乗りクーペとして登場したが、後に2座席オープンや4ドアセダンも追加投入された。
「ビトゥルボ」という名前はイタリア語で「ツインターボ」を意味し、そのV6エンジンに石川島播磨重工業（現IHI）製の2つのターボチャージャーが備え付けられていたことに由来する。
ビトゥルボの名が消滅した後も、カリフ・228・レーシング・シャマル・ギブリIIなど、V8エンジンを搭載する大型のクアトロポルテIII（1984年にロイヤルに改名）以外の、1997年までの間に生産された全てのマセラティ車のベースであった。

## 概要
デ・トマソは1976年シトロエンからマセラティを買収した。当時の同社は第一次オイルショックによる主力の北米市場での販売減退、親会社シトロエンの経営行き詰まりとプジョーによる救済合併という状況下、存亡の危機にあった。マセラティを手に入れたデ・トマソは、この名門スポーツカーメーカーのブランド力をもっと買いやすい価格の乗用車の販売に利用したいという野心を抱き、2L級の4座席スポーティカーの開発に着手した。
設計は同社のエンジニア、ピエランジェロ・アンドレアーニ（Pierangelo Andreani ）が担当した。内外装のデザインも自社で行われたが、フロント周りやウッドパネルや本革をふんだんに用いた内装に当時のマセラティの主力車種でジョルジェット・ジウジアーロがデザインしたクアトロポルテIIIとの近似性が現われている。
こうして1981年12月14日・マセラティの創業記念日に発表されたビトゥルボは純粋なスポーツカーというよりスポーティーな乗用車であり、2ドアノッチバック・クーペの車体寸法は当時のBMW323i（E21系）よりもやや小さいが、豪華な内装と高度な設計のエンジンを持ち、価格はBMWよりも高い、という独自のポジショニングを狙った商品であった。
アルミ製90度V6SOHCツインターボ付きエンジンはメラクの2,000ccモデルをベースにしたもので、元をたどればマセラティの名技師長ジュリオ・アルフィエーリ（Giulio Alfieri ）が設計したF1レーシングカー用V8エンジンに由来する。デビュー当初はキャブレター付1,995cc180馬力で、最高速度は215km/hをマークした。
当初の2,000ccという排気量はそれを越える乗用車には車両価格の38%の特別税が課せられるイタリア国内向けに用意されたもので、1982年にはエンジンを2,491cc185馬力に増強した輸出向けの「ビトゥルボE」が投入された。
ビトゥルボは当初マーケットに好評で迎えられ、ピーク時には年産5,000台以上を記録してマセラティを倒産から救ったが、信頼性の低さや維持メンテナンスの困難さから次第に人気は低下した。ただし、1994年にフィアット傘下に入ってからのギブリII・クアトロポルテIVなどの後身車種では、次第に信頼性は高まったとされる。

## モデルの変遷

### 2ドア・クーペ

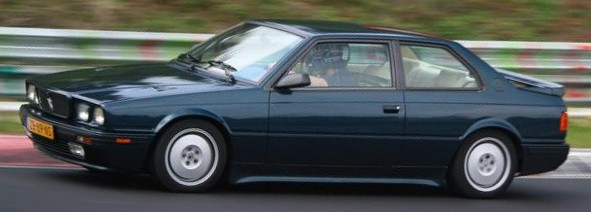
222SE

1983年には黒塗りのフロントグリルやボンネット上のエアスクープでスポーティな外観とし、ターボチャージャーにインタークーラーを装備して1,995cc205馬力、2,491cc196馬力にそれぞれ強化した「ビトゥルボS」が誕生した。
1986年にはドイツ・ボッシュのK-Eジェトロニック電子式燃料噴射付きとなり、1,995cc185馬力のイタリア国内向け「ビトゥルボi」、225馬力の「ビトゥルボSi」、2,491cc188馬力の「ビトゥルボ2.5Si」となった。
1988年にはマイナーチェンジとともにビトゥルボの名が落とされ、イタリア国内向け「マセラティ・2.24V」（4バルブ1,996cc245馬力、1990年以降触媒マフラー付きで240馬力）、「222E」・「222SE」・「222SR」（2,790cc250馬力、1990年以降225馬力）、「222 4v」（4バルブ2,790cc279馬力、触媒マフラー付）となった。また最高性能版として1,996cc285馬力の「マセラティ・レーシング」も1991年に作られた。
マセラティがデ・トマソからフィアットに売却された翌年の1994年、ビトゥルボ系は大幅なマイナーチェンジを受けて、ギブリIIに発展した。

### 4ドア・セダン

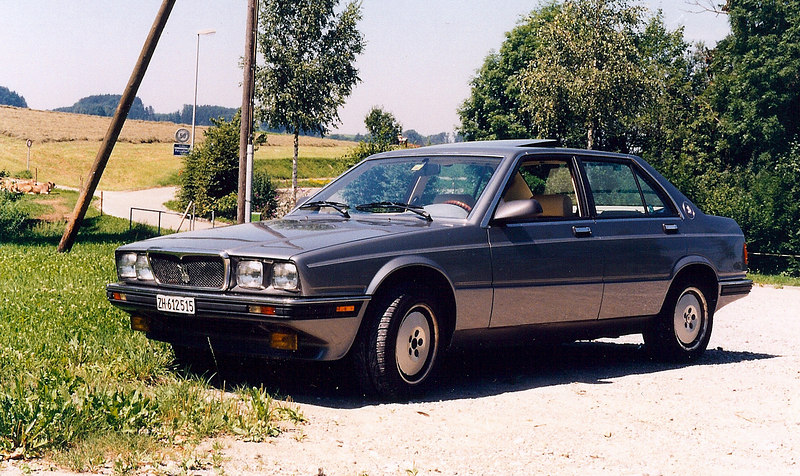
430

1983年には4ドアセダンが追加投入された。ホイールベースは2,600mmに延長されて後席居住性に配慮がなされた。当初は2,491cc200馬力の「ビトゥルボ425」として登場し、その後イタリア国内向けの「ビトゥルボ420」（1,995cc180馬力）が登場、1986年以降はクーペ同様燃料噴射付きとなり、「ビトゥルボ420i」（1,995cc190馬力）・「420S」（ビトゥルボ210馬力）・「ビトゥルボ425i」（2,491cc188馬力）・「ビトゥルボ430」（2,790cc225馬力）となった。
1990年以降は2ドア同様ビトゥルボの名が落とされ「4.18v」（1,995cc220馬力）・「4.24v」（1,996cc4バルブ240馬力）・「430 4v」（2,790cc4バルブ279馬力）に車種が整理され、1994年にはクアトロポルテIVに発展した。

## 2ドア・スパイダー

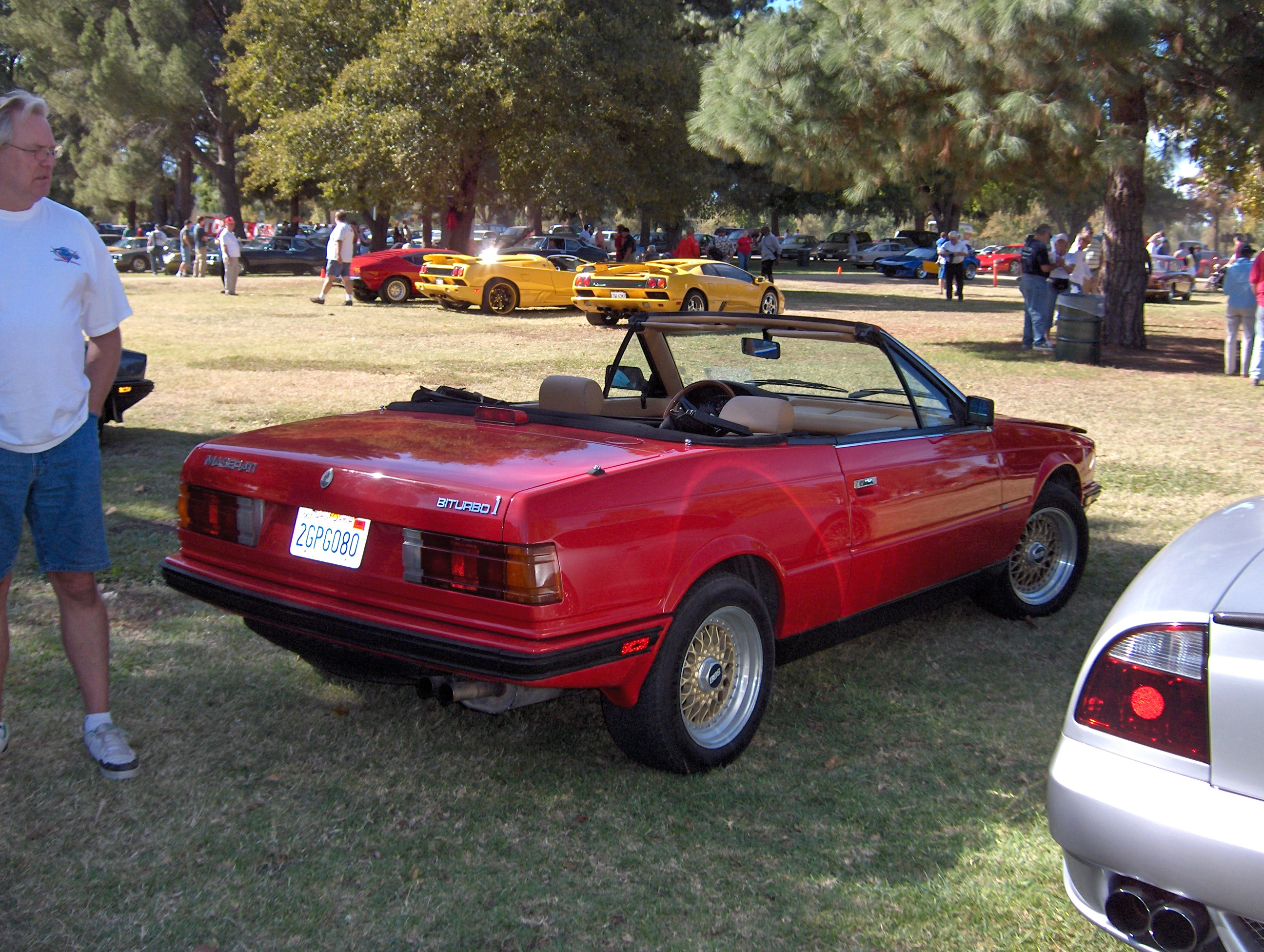
スパイダー

スパイダーは1984年のトリノ・ショーで発表された。セダンとは逆にクーペのホイールベースを2,400mmに短縮し2座席として、カロッツェリア・ザガートがオープンボディを架装した。クーペ同様「ビトゥルボi」「ビトゥルボ2.5」「ビトゥルボ2.8i」その他のモデルが用意されたが、1991年以降は「スパイダーIII」に車名変更された。

## 日本への輸入
日本へは当時の総代理店ガレーヂ伊太利屋によって各種モデルが相当数輸入された。
新車当時は特にその豪華な内装がバブル景気にさしかかりつつあった当時の日本で話題を呼び、ダッシュボード中央にアナログ時計を設置するデザインは当時の三菱・ディアマンテや日産・ローレルなどに影響を与えた。